# Curcumina
La curcumina es un colorante natural procedente de la cúrcuma, especia obtenida del rizoma de la planta del mismo nombre cultivada principalmente en la India y utilizada desde la antigüedad para diversas aplicaciones.
Químicamente, la curcumina es un diarilheptanoide que pertenece al grupo de los curcuminoides, fenoles de origen natural responsables de color amarillo intenso característico.La curcumina es un compuesto tautomérico que existir en forma enólica cuando está disuelto en disolventes apolares, debido a la formación de enlaces de hidrógeno intramoleculares, y en forma ceto cuando se disuelve en disolventes polares.
En la Unión Europea, es un aditivo alimentario autorizado con el código E-100i.

## Datos técnicos
El principio activo de la cúrcuma es el polifenol curcumina (responsable de su color amarillo), también conocido como C.I. 75300, o Amarillo natural 3. El nombre sistemático es (1E,6E)-1,7-bis(4-hidroxy-3-metoxyfenil)-1,6-heptadiene-3,5-dione. 
Existen al menos dos formas de la curcumina, ambas tautómeras: la ceto y la enol. La ceto se encuentra en forma sólida y la enol como un líquido. Es soluble en etanol y en ácido acético concentrado.
El código alimentario de la Unión Europea cataloga a la curcumina como E 100 y E 100i, siendo la primera de su lista de aditivos.

## Usos
En tecnología de alimentos se utiliza, además del colorante parcialmente purificado, la especia completa y su oleorresina; en estos casos su efecto es también el de aromatizante. La especia es un componente fundamental del curry, al que confiere su color amarillo intenso característico. 
Se utiliza también como colorante de mostazas, en preparados para sopas y caldos y en algunos productos cárnicos. Es también un colorante tradicional de derivados lácteos. Se puede utilizar sin más límite que la buena práctica de fabricación en muchas aplicaciones, con excepciones como las conservas de pescado, en las que el máximo legal es 200 mg/kg, las conservas vegetales y el yogur, en las que es 100 mg/kg, y en el queso fresco, en el que este máximo es solo 27 mg/kg.
Algunos de los productos en los que la podemos encontrar como colorante son: mantequillas, quesos, productos de pastelería y licores.

## Farmacología
La curcumina, la cual muestra resultados positivos en la mayoría de los ensayos para el descubrimiento de fármacos, es considerada como un falso compuesto guía que los químicos médicos incluyen entre los "compuestos de interferencia de ensayos". Esta atrae una atención experimental indebida mientras falla para avanzar como una guía terapéutica o droga.
Los factores que limitan la bioactividad de la curcumina o sus análogos incluyen la inestabilidad química, insolubilidad en agua, ausencia de actividad potente y selectiva, baja biodisponibilidad, limitada distribución en los tejidos, y extenso metabolismo.  Muy poca curcumina escapa del tracto gastrointestinal y la mayor parte es excretada en las heces sin cambios.  Si la curcumina entra en el plasma en cantidades razonables, hay un alto riesgo de toxicidad ya que esta es promiscua, e interactúa con varias proteínas conocidas por incrementar el riesgo de efectos adversos, incluyendo hERG, citocromo P450, y glutatión S-transferasa.

## Posibles usos medicinales
La curcumina es conocida por sus funciones antitumorales, antioxidantes, antiartritis, neuroprotectoras y antiinflamatorias. La cúrcuma puede ser útil para tratar la malaria, la prevención del cáncer cervical y también puede interferir en la replicación del virus del SIDA. Y más recientemente fibrosis pulmonar.
Ha habido algunos estudios científicos recientes sobre los beneficios que las curcuminas, los compuestos activos medicinales de la cúrcuma, pueden proporcionar a los diabéticos. Además de mejoras para diversos procesos como la inflamación intestinal y permeabilidad intestinal.

### Fraude en investigaciones
Bharat Aggarwal fue un investigador del cáncer en el Centro Oncológico MD Anderson de la Universidad de Texas, quien hasta abril de 2018 ha tenido 19 artículos científicos retractados por fraude.

## Efectos en el organismo
El colorante de la cúrcuma se absorbe relativamente poco en el intestino, y lo que es absorbido se elimina rápidamente por vía biliar, por ello se combina (casi en cantidades iguales) con pimienta negra que aumenta en un 2000 % su absorción. Tiene una toxicidad muy pequeña. La especia completa es capaz de inducir ciertos efectos de tipo teratogénico en algunos experimentos. La dosis diaria admisible para la OMS era en 1987, provisionalmente, de hasta 0,1 mg/kg de colorante, y 0,3 mg/kg de oleorresina. Posteriormente numerosos ensayos preclínicos y clínicos han establecido la dosis segura en varios mg/kg p.c. al día (Notice to US Food and Drug Administration of the Conclusion that the Intended Use of Curcumin is Generally Recognized as Safe)